# Heinrich Bischoff (SS-Mitglied)
Heinrich Bischoff (* 16. Juli 1904 in Überruhr; † 26. Oktober 1964 in Essen) war ein deutscher SS-Unterscharführer und als Blockführer im KZ Auschwitz eingesetzt.

## Leben
Heinrich Bischoff war der Sohn eines Bergmanns. In seiner Heimatstadt besuchte er die Volksschule und arbeitete bereits im Kindesalter mit 13 Jahren in einer Zeche und ab 1920 als Bergmann im Untertagebau. Bischoff heiratete 1929. Er trat der SA 1931 und zum 1. Oktober desselben Jahres der NSDAP bei (Mitgliedsnummer 694.118), zu einem nicht nachvollziehbarem Zeitpunkt wurde er aus der Partei ausgeschlossen. Nach zwei Jahren Arbeitslosigkeit fand er ab 1933 wieder Beschäftigung als Bergmann, Gärtner und Heizer.
Nach dem Beginn des Zweiten Weltkrieges wurde er 1940 zur Wehrmacht eingezogen. Bald darauf wurde er nach Intervention seines Arbeitgebers, dem  Knappschaftskrankenhaus Essen-Steele, unabkömmlich gestellt und war dort weiter als Heizer tätig.
Im Juli 1942 wurde er zu den SS-Totenkopfverbänden eingezogen und zum Dienst in das KZ Auschwitz kommandiert. Zunächst war er bei der Wachmannschaft im Stammlager des KZ Auschwitz und im Außenlager Golleschau eingesetzt. Ab April 1943 war er Blockführer im Außenlager Golleschau und ab Frühsommer 1943 im KZ Auschwitz-Birkenau. Ab Herbst 1943 war er Blockführer im Außenlager Eintrachthütte und ab Ende 1944 im Außenlager Jawischowitz. Bischoff galt unter den Häftlingen als Blockführer als besonders brutal und wurde deswegen im Außenlager Jawischowitz von den Häftlingen „Henker von Jawischowitz“ genannt.
Im Zuge der der Räumung von Auschwitz im Januar 1945 begleitete er einen Todesmarsch von KZ-Häftlingen in das KZ Groß-Rosen. Anschließend wurde er an die Front versetzt und nahm an der Schlacht um Breslau teil. Auf dem Rückzug in Richtung Westen geriet er im Mai 1945 in amerikanische Kriegsgefangenschaft, aus der er nach wenigen Monaten entlassen wurde.
Ab Anfang August 1945 lebte er wieder in Essen, wo er in Steele wieder als Bergmann arbeitete. Nach einem schweren Arbeitsunfall 1948 verrichtete er bis zu seiner Invalidität nur noch körperlich leichte Arbeiten.
Im Rahmen der Ermittlungen zum ersten Frankfurter Auschwitzprozess wurden auch gegen Bischoff Untersuchungen eingeleitet. Am 21. Juli 1959 wurde er verhaftet und bis zum 27. November 1959 in Untersuchungshaft genommen, schwer erkrankt erhielt er Haftverschonung. Bischoff gehörte zu den Angeklagten im ersten Frankfurter Auschwitzprozess.
Der Auschwitzüberlebende Bodek sagte im Zuge des Prozesses folgendes zu Bischoff aus: „Bischoff zeichnete sich durch besondere Grausamkeit aus. Ich erinnere mich genau, daß der sich im Dienst befindliche Bischoff eines Vormittags, während der Durchsicht der Baracken, einen Gefangenen fand, welcher sich unter dem Bett versteckte. Dieser war wegen Erschöpfung nicht außerhalb des Lagers zur Arbeit gegangen. Den unter dem Bett Hervorgezogenen schlug Bischoff mit einem dicken Knüppel. Da er, wie er selbst sagte, keinen Lärm vertrug, packte er den Gefangenen am Hals und schob dessen Kopf in den Ofen, welcher sich in der Baracke befand. Er befahl den Mitgefangenen, ihn festzuhalten und schlug den Gefangenen so lange, bis er starb.“
Bischoff selbst beschrieb sein Verhältnis zu den Häftlingen folgendermaßen: „Ich weiß, daß in Auschwitz viel Schweinereien passiert sind. Ich habe jedoch nicht mitgemacht. Ich bin der Ansicht, daß ich bei den Häftlingen nicht unbeliebt, sogar beliebt war.“
Krankheitsbedingt schied Bischoff am 13. März 1964 aus dem Verfahren aus. Bald darauf starb er in Essen.